# Droga wojewódzka 877
Die Droga wojewódzka 877 (DW 877) ist eine 68 Kilometer lange Droga wojewódzka (Woiwodschaftsstraße) in der polnischen Woiwodschaft Karpatenvorland und der Woiwodschaft Lublin, die Naklik mit Szklary verbindet. Die Strecke liegt im Powiat Biłgorajski, im Powiat Leżajski, im Powiat Łańcucki und im Powiat Rzeszowski.

## Streckenverlauf
Woiwodschaft Lublin, Powiat Biłgorajski
-  Naklik (DW 863)

Woiwodschaft Karpatenvorland, Powiat Leżajski
- Kulno
- Kuryłówka
- Stare Miasto
-  Leżajsk (DK 77, DW 875)
- Giedlarowa (Gillershof)
- Gwizdów
- Biedaczów

Woiwodschaft Karpatenvorland, Powiat Łańcucki
- Żołynia (Schelling)
- Potok
- Rakszawa
- Dąbrówki
-  Łańcut (Landshut) (A 4, DK 94, DW 881)
- Albigowa

Woiwodschaft Karpatenvorland, Powiat Rzeszowski
- Zabratówka
-  Dylągówka (DW 878)
-  Szklary (DW 835)